# Borovac (Bujanovac)
Borovac (cirill betűkkel Боровац) egy falu Szerbiában, a Pcsinyai körzetben, a Bujanovaci községben.

## Népesség
- 1948-ban 322 lakosa volt.
- 1953-ban 350 lakosa volt.
- 1961-ben 373 lakosa volt.
- 1971-ben 357 lakosa volt.
- 1981-ben 267 lakosa volt.
- 1991-ben 214 lakosa volt
- 2002-ben 166 lakosa volt,[1] akik közül 161 szerb (96,98%), 4 ismeretlen.[2]